# Bartolomeu Guerreiro
Bartolomeu Guerreiro (Ourique, 1564 - 24 de abril de 1642) fue un religioso y escritor portugués.  Ingresó en la Compañía de Jesús en 1582.

## Obras
Se conocen dos obras de Guerreiro:
- Jornada dos Vassalos da coroa de Portugal, (Lisboa, 1625), relación histórica de la jornada del Brasil, expedición militar hispano-portuguesa llevada a cabo en 1625 destinada a expulsar a los holandeses que ocupaban la ciudad brasileña de Salvador de Bahía.

- Gloriosa coroa d’esforçados religiosos da Companhia de Iesu, (Lisboa, 1642), loa a los jesuitas portugueses muertos en el transcurso de sus misiones religiosas.

Existen también dos sermones publicados en 1624 y 1632.
- Datos: Q5721325